# El Serrat Alt (Lladurs)
|  | Per a altres significats, vegeu «El Serrat Alt». |

El Serrat Alt és una serra situada als municipis de Lladurs, Olius i Solsona (Solsonès), amb una elevació màxima de 871,9 metres.